# 三重県立上野工業高等学校
三重県立上野工業高等学校（みえけんりつ うえのこうぎょうこうとうがっこう）は、三重県伊賀市に所在した公立の工業高等学校。三重県立伊賀白鳳高等学校に統合のため、2011年3月31日に閉校した。

## 所在地
- 〒518-0837 三重県伊賀市緑ヶ丘西町2270番地1

## 沿革
- 1944年3月31日 三重県上野工業学校が発足。機械科が設置される。
- 1951年4月1日 三重県上野商工高等学校として発足。
- 1955年4月1日 三重県立上野商工高等学校と改称。
- 1957年4月1日 木材工芸科と建築科が設置される。
- 1963年4月1日 木材工芸科を工芸・デザイン科に改名。
- 1963年4月1日 電気科が設置される。
- 1964年3月31日 三重県立上野商工高等学校を廃止。
- 1964年4月1日 三重県立上野工業高等学校が発足する。
- 1973年4月1日 工芸・デザイン科の募集を停止してインテリア科を設置する。
- 1995年4月1日 電子機械科を設置する。
- 2005年4月1日 建築科・インテリア科を統合して、住環境工学科になる。
- 2009年4月1日 三重県立伊賀白鳳高等学校に統合のため、生徒募集停止。
- 2011年3月31日 閉校。

## 教育方針
健康で創造性豊かな技術者を育成する

## 学校行事
体育祭、文化祭などの一般的な行事から、最近では「熟語コンテスト」という校内行事が行われている。
熟語コンテストでは、指定された熟語を夏休み中に覚えてきて新学期のはじめにテストするものである。
また、コンテストでは校内順位が出されて成績優秀者は表彰される。また、１位には3000円分の図書カードが授与される。

## 生徒会活動・部活動など

### 部活動
- 運動部 - 陸上競技部、バスケットボール部、バレーボール部、硬式野球部、ソフトテニス部、テニス部、ハンドボール部、弓道部、サッカー部、卓球部、剣道部、柔道部
- 文化部 - 計算部、原動機部、旅行研究部、吹奏楽部、電気部、造形部、マルチメディア・CG・ロボット(MMCR)部(模型班/ロボット班)、機械・溶接部、建築部、美術部、将棋部、写真・天文科学部
- 駅伝（陸上部）については、全国高等学校駅伝競走大会の出場常連校であり、過去最高で全国4位の実績がある。

## 出身著名人
- 高林祐介 - 陸上競技選手（トヨタ自動車所属）
- 中村匠吾 - 陸上競技選手[1]（富士通所属[2]）